# Plédéliac
 Plédéliac (en bretó Pledeliav, gal·ló Plédéliau) és un municipi francès, situat a la regió de Bretanya, al departament de Costes del Nord. L'any 2008 tenia 1.258 habitants.

## Demografia
| 1962                                       | 1968  | 1975  | 1982  | 1990  | 1999  |
| ------------------------------------------ | ----- | ----- | ----- | ----- | ----- |
| 1.381                                      | 1.390 | 1.336 | 1.300 | 1.232 | 1.238 |
| Des de 1962: població sense dobles comptes |       |       |       |       |       |

## Administració
| Període   | Identitat       | Partit        |
| --------- | --------------- | ------------- |
| -2001     | Hélène Hamon    | divers droite |
| 2001-2008 | Madeleine Houzé | divers gauche |
| 2008-     | Alain Briens    | divers droite |